# Андерсон, Джейси-Джей
Джейси-Джей Андерсон (англ. Jasey-Jay Anderson; род. 13 апреля 1975 года) — канадский сноубордист, выступающий в параллельных видах и сноубордкроссе. Олимпийский чемпион 2010 года в параллельном гигантском слаломе, 4-кратный чемпион мира. Участник шести подряд зимних Олимпийских игр (1998—2018).
Андерсон дебютировал в Кубке мира 18 декабря 1996 года в канадском Сан-Пикс и сразу третье место в гигантском слаломе. 20 ноября 1998 года в Швеции впервые выиграл этап Кубка мира в параллельном гигантском слаломе. 
Всего за карьеру 28 раза побеждал на этапах Кубка мира, в том числе 15 раз в сноубордкроссе, 11 раз в параллельном гигантском слаломе и 2 раза в гигантском слаломе. Также он четыре года подряд, с 2001 по 2004, становился лучшим по итогам сезона, и дважды побеждал в Кубке мира по сноубордкроссу.
Андерсон четыре раза становился чемпионом мира — в гигантском слаломе в 2001 году, в параллельном слаломе в 2005 году и дважды в параллельном гигантском слаломе в 2005 и 2009 годах. На зимних Олимпийских играх он всегда участвовал, начиная с принятия сноуборда в программу Игр, но лучший его результат до 2010 года — пятое место в сноубордкроссе на Олимпиаде 2006 в Турине.
26 января 2018 года в возрасте 42 лет и 9 месяцев победил на этапе Кубка мира в Банско в параллельном гигантском слаломе.

## Результаты на крупнейших соревнованиях

### Чемпионаты мира
| Чемпионат мира           | Параллельный слалом | Параллельный гигантский слалом | Гигантский слалом | Сноуборд-кросс |
| ------------------------ | ------------------- | ------------------------------ | ----------------- | -------------- |
| 1999 Берхтесгаден        | 25                  | 11                             | 12                |                |
| 2001 Мадонна-ди-Кампильо | 5                   |                                | 1                 |                |
| 2003 Крайшберг           | 12                  | 23                             | н/д               | 16             |
| 2005 Уистлер             | 1                   | 1                              | н/д               | 10             |
| 2007 Ароза               | 16                  | 17                             | н/д               | 26             |
| 2009 Канвондо            | 6                   | 1                              | н/д               | —              |
| 2011 Ла-Молина           | не выступал         | не выступал                    | не выступал       | не выступал    |
| 2013 Стоунхэм            | 12                  | 20                             | н/д               | —              |
| 2015 Крайшберг           | 24                  | 5                              | н/д               | —              |
| 2017 Сьерра-Невада       | 42                  | 7                              | н/д               | —              |
| 2019 Парк-Сити           | 23                  | 9                              | н/д               | —              |

### Зачёт кубка мира

#### Общий зачёт
- 1996/97 — 89-е место (109 очков)
- 1997/98 — 110-е место (80 очков)
- 1998/99 — 32-е место (362 очка)
- 1999/00 — 12-е место (633 очка)
- 2000/01 — 1-е место (1208 очков)
- 2001/02 — 1-е место (792 очка)
- 2002/03 — 1-е место (814 очков)
- 2003/04 — 1-е место (718 очков)
- 2005/06 — 14-е место (1278 очков)
- 2006/07 — 12-е место (3462 очка)
- 2007/08 — 9-е место (4046 очков)
- 2008/09 — 4-е место (4882 очка)

#### Зачёт по параллельным видам
- 1999/00 — 12-е место (2508 очков)
- 2001/02 — 11-е место (980 очков)
- 2002/03 — 6-е место (5410 очков)
- 2003/04 — 4-е место (6620 очка)
- 2004/05 — 11-е место (3570 очков)
- 2005/06 — 11-е место (1278 очков)
- 2006/07 — 10-е место (2938 очков)
- 2007/08 — 8-е место (3620 очков)
- 2008/09 — 3-е место (4710 очков)

#### Зачёт по сноубордкроссу
- 1999/00 — 15-е место (1530 очков)
- 2000/01 — 2-е место (4800 очков)
- 2001/02 — 1-е место (4700 очков)
- 2002/03 — 2-е место (3330 очков)
- 2003/04 — 5-е место (2904 очка)
- 2004/05 — 2-е место (3576 очков)
- 2005/06 — 1-е место (3950 очков)
- 2006/07 — 22-е место (524 очка)
- 2007/08 — 38-е место (426 очков)
- 2008/09 — 50-е место (172 очка)

#### Зачёт по хафпайпу
- 1999/00 — 56-е место (290 очков)
- 2000/01 — 105-е место (22 очка)

#### Зачёт по параллельному гигантскому слалому
- 1999/00 — 12-е место (2508 очков)
- 2001/02 — 17-е место (2288 очков)

#### Зачёт по параллельному слалому
- 2000/01 — 9-е место (4290 очков)
- 2001/02 — 14-е место (1432 очка)

#### Зачёт по гигантскому слалому
- 1996/97 — 28-е место (1090 очков)
- 1997/98 — 39-е место (800 очков)
- 1998/99 — 10-е место (2940 очка)
- 1999/00 — 7-е место (2677 очков)
- 2000/01 — 3-е место (1930 очков)
- 2001/02 — 8-е место (320 очков)

#### Зачёт по слалому
- 1998/99 — 32-е место (476 очков)